# توماس بانغ
توماس بانغ (بالدنماركية: Thomas Bang)‏ هو رسام دنماركي، ولد في 6 سبتمبر 1938.